# 피버 피치
《피버 피치》(영어: Fever Pitch)는 영국에서 제작된 데이비드 에번스 감독의 1997년 로맨틱 코미디 영화이다. 콜린 퍼스, 루스 게멀 등이 출연하였고, 어맨다 포지 등이 제작에 참여하였다.

## 출연진
- 콜린 퍼스
- 루스 게멀
- 마크 스트롱
- 닐 피어슨
- 스티븐 레이
- 리처드 클랙스턴
- 켄 스톳

## 기타 제작진
- 라인 제작: 닉 오헤이건
- 배역: 리오라 라이시
- 미술: 마이클 칼린
- 의상: 메리제인 레이너